# Знаме на Добрич
Знамето на община град Добрич е прието през 1998 г. и е един от символите на общината заедно с герба, химна, деня на града и девиза. Знамето е с правоъгълна форма и има две еднакви лица. В него са включени следните цветове: бял, зелен и златистожълт. В центъра му е изобразен гербът на Добрич. Съотношението между двете зелени ивици и златистожълтата не е упоменато в описанието, но в официалното изображение и в практиката се използва 1:3:1.

## Символика
- Белият цвят – миролюбието, трудолюбието и човеколюбието като добродетели на добруджанци;
- Зеленият цвят – връзката между знамената на борците за национално освобождение през Възраждането, любовта и преклонението на добричките граждани към своя град и Добруджа;
- Златистожълтият цвят – плодородието на добруджанската равнина[3].

## Употреба
Според наредбата за символите и отличията на община град Добричː
| „ | Чл. 8. (1) Знамето на община град Добрич е постоянно издигнато: 1. на входа на административната сграда на общината; 2. в залата за провеждане на заседания на Общински съвет; 3. в кабинета на председателя на Общински съвет; 4. на сградите на общински административни сгради, на общинските училищни заведения и културни институти; 5. в ритуалните зали на общината, заедно с герба и знамето на Република България; 6. на входовете и изходите на града, площадни и градски пространства по схема, одобрена от Гл. архитект на Община град Добрич; (2) Оригиналът на знамето се съхранява в кабинета на кмета на общината. | “ |

## Варианти на знамето
В практиката често се наблюдава използването различни варианти на знамето, отклоняващи се от изображението на официалния сайт на общината. Най-честите различия се изразяват в липсата на бялата граница, ограждаща герба и положението на ивиците (хоризонтално или вертикално), което не е изрично регламентирано в описанието.
- Хоризонтален вариант на знамето на Добрич без бялата граница, ограждаща герба
- Вертикален вариант на знамето на Добрич без бялата граница, ограждаща герба
- Хоризонтален вариант на знамето на Добрич според Българското хералдическо и вексилоложко общество с вертикални ивици, за чието практическо използване използване няма доказателства [6]
- Използван хоризонтален вариант със завъртян герб [7]

- Хоризонтална версия
- Вертикална версия